# Bremenstall
Bremenstall (fränkisch: Brehmea-schdohl) ist eine Wüstung im Gemeindegebiet der kreisfreien Stadt Fürth (Mittelfranken, Bayern).

## Geographie
Die ehemalige Einöde lag auf einer Höhe von 283 m ü. NHN am linken Ufer der Regnitz. An den Ort erinnern der Flurname Bremerstaller Wiesen, seit Dezember 2019 eine Bushaltestelle Bremerstaller Wiesen auf der Vacher Straße, und seit November 2020 die im selben Monat eröffnete Rednitzbrücke Bremenstaller Brücke.

## Geschichte
Der Ort wurde 1446 als „Bremenstail“ erstmals urkundlich erwähnt. Bremstall ist ein Flurname, der im süddeutschen Raum des Öfteren vorkommt. Es wird damit eine Stelle bezeichnet, in der das Vieh vor den Bremsen geschützt ist. Zu dem Hof, der im 17./18. Jahrhundert mit zwei Gütern in Herboldshof im Besitz der Nürnberger Patrizierfamilie Volckamer war, gehörten ursprünglich vier Tagwerk Wiesen, drei Morgen Feld und ein Fischwasser. 1774 galt der Hof als verödet.
Gegen Ende des 18. Jahrhunderts gab es in Bremenstall ein Fischerhaus. Das Hochgericht übte das brandenburg-ansbachische Oberamt Cadolzburg aus. Grundherr war das bambergische Dompropsteiamt Fürth.
Im Rahmen des Gemeindeedikts wurde Bremenstall dem 1808 gebildeten Steuerdistrikt Unterfarrnbach und der im selben Jahr gegründeten Ruralgemeinde Unterfarrnbach zugeordnet. Am 1. Januar 1918 wurde Bremenstall nach Fürth eingegliedert. Nach 1950 wird der Ort nicht mehr in den Ortsverzeichnissen aufgeführt.

### Einwohnerentwicklung
| Jahr      | 001818 | 001836 | 001840 | 001861 | 001871 | 001885 | 001900 | 001925 | 001950 |
| Einwohner | 4      | 11     | 11     | 14     | 22     | 17     | 37     | *      | *      |
| Häuser    | 1      | 1      | 2      |        |        | 1      | 4      | *      | *      |
| Quelle    | [ 9 ]  | [ 10 ] | [ 11 ] | [ 12 ] | [ 13 ] | [ 14 ] | [ 15 ] | [ 16 ] | [ 17 ] |

## Religion
Bremenstall war seit der Reformation evangelisch-lutherisch geprägt und nach St. Michael (Fürth) gepfarrt.